# Zelmira
Zelmira é uma ópera em dois atos com música de Gioachino Rossini e livreto em italiano de Andrea Leone Tottola. Baseada na obra francesa, Zelmire de Belloy, foi a última das obras napolitanas do compositor. Stendhal comentou sobre a música empregada, comparando-a com La clemencia de Tito, mas ressaltando: "... enquanto Mozart era completamente italiano, Rossini poderia fazer óperas mais alemãs que o próprio Beethoven se tivesse vivido por mais tempo".

## História
A primeira apresentação de Zelmira ocorreu em Nápoles no Teatro San Carlo em 16 de fevereiro de 1822. Este conseguiu grande êxito e seguiu em Viena em 13 de abril de 1822, como parte de um Festival Rossini com duração de três meses, o qual Rossini escreveu algumas músicas adicionais. Eles seguiram com as performances em várias cidades italianas e, em seguida, em Londres, em 24 de janeiro de 1824 com Rossini dirigindo Isabella Colbran no papel principal. A ópera conseguiu sucesso até em Nova Orleães, Estados Unidos, quando foi exibida em 1835.
Em 1965, a ópera foi apresentada novamente em Nápoles, entretanto não conseguiu o mesmo sucesso quanto no século XIX. Atualmente, as apresentações de Zelmira são raras e, segundo o Operabase, ocorreu apenas uma representação entre os anos de 2005 e 2010.

## Personagens
| Personagem                                 | Tessitura      |
| ------------------------------------------ | -------------- |
| Polidoro, rei de Lesbos                    | baixo          |
| Zelmira, sua filha                         | soprano        |
| Emma, seu confidente                       | contralto      |
| Ilo, príncipe de Troia e esposo de Zelmira | tenor          |
| Antenore, um usurpador de Mitilene         | tenor          |
| Leucippo, seu confidente, um general       | baixo-barítono |
| Eacide, um seguidor do príncipe Ilo        | tenor          |
| Sumo sacerdote de Júpiter                  | baixo          |